# Trem da Alegria (álbum de 2002)
Trem da Alegria é um álbum de estúdio do grupo musical infantil Trem da Alegria, lançado em 2002. O surgimento da nova formação foi uma tentativa de reviver o grupo, sucesso dos anos 80. Lançaram então, um CD com músicas que a formação anterior nunca tinha cantado, sendo a oitava faixa, uma regravação da música Uni-Duni-Tê, clássico de 1985.
Os produtores da BMG decidiram dar continuidade ao grupo em 2002 e trouxeram quatro novos integrantes: Bárbara Lívia, que participou do musical Os miseráveis; João Augusto Matos, que cantava na igreja com a família e tocava violão; Yago Piemonte, calouro do Raul Gil, que se apresentava com a família; e Caroline Sayuri, uma garotinha descendente de japoneses que era campeã de karaokê quando cantava músicas em japonês em sua cidade.

## Faixas do CD
1. A Festa Do Trem (Abdullah / Daniel Figueiredo / Robson Vidal)
2. Sai Do Chão (Milton Guedes)
3. Trem Fantasma (Marcelão / Sérgio Knust / Zé Henrique)
4. Super-Heróis (Álvaro Socci / André Luiz / Zé Henrique)
5. Eu E Você (Marcelão / Sérgio Knust / Zé Henrique)
6. Forças Armadas De Alegria (Edgar Poças / Paul Mouns)
7. Ó o Auê Aí Ô (Alvaro Socci / Robson Vidal / Zé Henrique)
8. Uni, Duni, Tê (Michael Sullivan / Paulo Massadas)
9. Chalalalalá (Sha la la la) (Paul Dehnardt / Torben Lendager - versão: Sérgio Knust / Marcelão / Vanessa Alves / Zé Henrique)
10. Seu Melão (Carlos Colla / Frank Daiello)
11. Eu Adoro Meu Paizinho (Carlos Colla / Frank Daiello)
12. Terra Do Amor (Zé Henrique / Carlos Colla)